# 866 Fatme
866 Fatme је астероид главног астероидног појаса. Приближан пречник астероида је 88,31 , 
а средња удаљеност астероида од Сунца износи 3,122 астрономских јединица (АЈ). 
Инклинација (нагиб) орбите у односу на раван еклиптике је 8,650 степени, а орбитални период износи 2015,390 дана (5,517 година). Ексцентрицитет орбите астероида износи 0,056. 
Апсолутна магнитуда астероида износи 9,20 а геометријски албедо 0,047.
Астероид је откривен 25. фебруара 1917. године.